# Riviera Beach (Maryland)
Pour les articles homonymes, voir Riviera Beach.
Riviera Beach est une census-designated place située dans le comté d'Anne Arundel, dans l’État du Maryland, aux États-Unis. Lors du recensement de 2020, elle comptait 12 384 habitants.